# غرافيتو

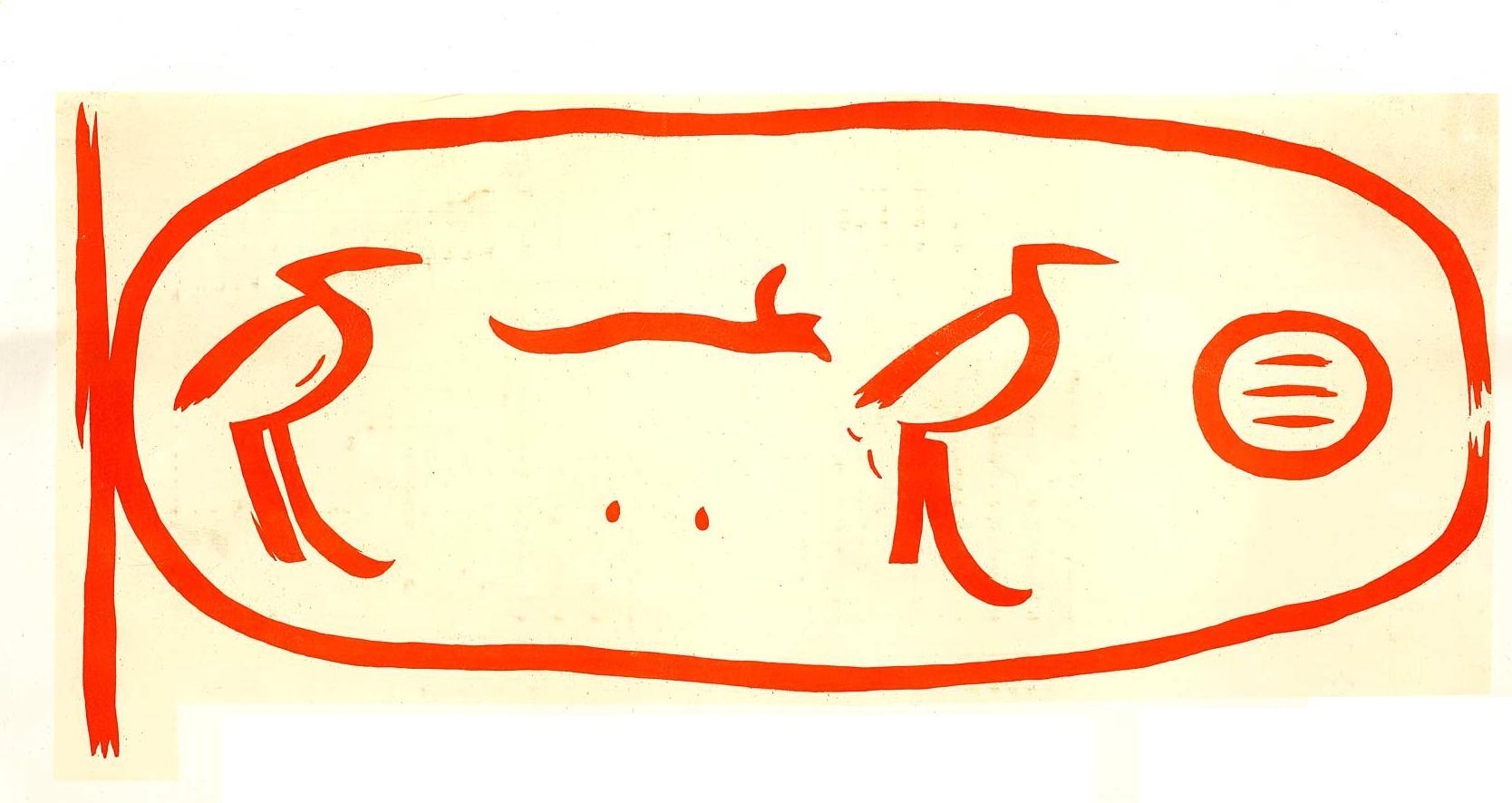

غرافيتو (بالإنجليزية: Graffito)‏ هو نقش رسوم أو كتابات يكون على الجدران أو المحتويات أو العظام الأثرية، بدأ منذ العصر الحجري القديم العلوي حيث بدأ برسم صور الحيوانات في الكهوف.